# Listă de filme britanice din 1970
Aceasta este o listă de filme britanice din 1970:

## Lista
| Titlu                                           | Regizor                       | Distribuție                                                | Gen                  | Note                                                        |
| ----------------------------------------------- | ----------------------------- | ---------------------------------------------------------- | -------------------- | ----------------------------------------------------------- |
| The Adventures of Gerard                        | Jerzy Skolimowski             | Peter McEnery, Claudia Cardinale                           | Acțiune/comedie      |                                                             |
| And Soon the Darkness                           | Robert Fuest                  | Pamela Franklin, Michele Dotrice, Sandor Elès              | Thriller             |                                                             |
| Bartleby                                        | Anthony Friedman              | Paul Scofield, John McEnery                                | Dramatic             |                                                             |
| The Beast in the Cellar                         | James Kelley                  | Beryl Reid, Flora Robson                                   | Horror               |                                                             |
| The Beloved                                     | George P. Cosmatos            | Raquel Welch, Richard Johnson                              | Dramatic             |                                                             |
| The Body                                        | Roy Battersby                 | Frank Finlay, Vanessa Redgrave                             | Documentar           |                                                             |
| The Breaking of Bumbo                           | Andrew Sinclair               | Richard Warwick, Joanna Lumley                             | Comedie              |                                                             |
| The Buttercup Chain                             | Robert Ellis Miller           | Hywel Bennett, Jane Asher                                  | Drama                | Entered into the 1970 Cannes Film Festival                  |
| Carry On Loving                                 | Gerald Thomas                 | Kenneth Williams, Sid James                                | Comedy               |                                                             |
| Carry On Up the Jungle                          | Gerald Thomas                 | Frankie Howerd, Sid James                                  | Comedy               |                                                             |
| Clegg                                           | Lindsay Shonteff              | Gilbert Wynne, Gary Hope                                   | Crime                |                                                             |
| Connecting Rooms                                | Franklin Gollings             | Bette Davis, Michael Redgrave, Alexis Kanner               | Drama                |                                                             |
| Cool It Carol!                                  | Pete Walker                   | Robin Askwith, Janet Lynn                                  | Sex comedy/drama     |                                                             |
| Country Dance                                   | J. Lee Thompson               | Peter O'Toole, Susannah York                               | Drama                |                                                             |
| Crescendo                                       | Alan Gibson                   | Stefanie Powers, James Olson                               | Horror               |                                                             |
| Cromwell                                        | Ken Hughes                    | Richard Harris, Alec Guinness                              | Biopic               | Entered into the 7th Moscow International Film Festival     |
| Cry of the Banshee                              | Gordon Hessler                | Vincent Price, Elisabeth Bergner                           | Horror               |                                                             |
| A Day at the Beach                              | Simon Hesera                  | Mark Burns, Beatie Edney                                   | Drama                |                                                             |
| Deep End                                        | Jerzy Skolimowski             | Jane Asher, John Moulder Brown                             | Drama                |                                                             |
| Doctor in Trouble                               | Ralph Thomas                  | Leslie Phillips, Robert Morley                             | Comedy               |                                                             |
| Dorian Gray                                     | Massimo Dallamano             | Helmut Berger, Richard Todd, Herbert Lom                   | Thriller             | Co-production with Germany and Italy                        |
| Endless Night                                   | Sidney Gilliat                | Hywel Bennett, Hayley Mills                                | Drama, crime, horror |                                                             |
| Entertaining Mr Sloane                          | Douglas Hickox                | Beryl Reid, Harry Andrews, Peter McEnery                   | Black comedy         |                                                             |
| Every Home Should Have One                      | Jim Clark                     | Marty Feldman, Judy Cornwell                               | Comedy               |                                                             |
| Eyewitness                                      | John Hough                    | Mark Lester, Lionel Jeffries, Susan George                 | Thriller             |                                                             |
| Figures in a Landscape                          | Joseph Losey                  | Malcolm McDowell, Robert Shaw                              | Thriller             |                                                             |
| Fragment of Fear                                | Richard C. Sarafian           | David Hemmings, Gayle Hunnicutt                            | Thriller             |                                                             |
| Futtock's End                                   | Bob Kellett                   | Michael Hordern, Ronnie Barker                             | Comedy               |                                                             |
| The Games                                       | Michael Winner                | Michael Crawford, Ryan O'Neal                              | Drama                |                                                             |
| Games That Lovers Play                          | Malcolm Leigh                 | Joanna Lumley, Penny Brahms                                | Comedy               |                                                             |
| The Go-Between                                  | Joseph Losey                  | Julie Christie, Alan Bates                                 | Drama                | Won the Grand Prix at the 1971 Cannes Film Festival         |
| Groupie Girl                                    | Derek Ford                    | Billy Boyle, Jimmy Beck                                    | Sex comedy/drama     |                                                             |
| Hell Boats                                      | Paul Wenedkos                 | James Franciscus, Elizabeth Shepherd                       | World War II         |                                                             |
| Hello-Goodbye                                   | Jean Negulesco                | Michael Crawford, Curt Jurgens                             | Comedy               |                                                             |
| Hoffman                                         | Alvin Rakoff                  | Peter Sellers, Sinéad Cusack                               | Drama                |                                                             |
| The Horror of Frankenstein                      | Jimmy Sangster                | Ralph Bates, Kate O'Mara                                   | Horror               |                                                             |
| A Horse Called Nijinsky                         | Jo Durden-Smith               | Nijinsky II                                                | Documentary          | [ 1 ]                                                       |
| The House That Dripped Blood                    | Peter Duffell                 | Christopher Lee, Peter Cushing                             | Portmanteau horror   |                                                             |
| I Start Counting                                | David Greene                  | Jenny Agguter, Simon Ward                                  | Thriller             |                                                             |
| Julius Caesar                                   | Stuart Burge                  | Charlton Heston, John Gielgud                              | Drama                | Filmed Shakespeare play                                     |
| The Last Grenade                                | Gordon Flemyng                | Stanley Baker, Alex Cord                                   | War                  |                                                             |
| Leo the Last                                    | John Boorman                  | Marcello Mastroianni Billie Whitelaw                       | Drama                | Boorman won Best Director at the 1970 Cannes Film Festival. |
| Let It Be                                       | Michael Lindsay-Hogg          | The Beatles                                                | Music documentary    |                                                             |
| The Longest Most Meaningless Movie in the World | Vincent Patouillard           | None                                                       | Documentary          |                                                             |
| Loot                                            | Silvio Narizzano              | Richard Attenborough, Lee Remick                           | Black comedy         | Entered into the 1971 Cannes Film Festival                  |
| Love Is a Splendid Illusion                     | Tom Clegg                     | Simon Brent, Andrée Flamand                                | Drama                |                                                             |
| The Man Who Had Power Over Women                | John Krish                    | Rod Taylor, Carol White                                    | Comedy               |                                                             |
| The Man Who Haunted Himself                     | Basil Dearden                 | Roger Moore, Anton Rodgers, Thorley Walters                | Thriller             |                                                             |
| The McKenzie Break                              | Lamont Johnson                | Brian Keith, Helmut Griem, Ian Hendry                      | World War II/POW     |                                                             |
| The Mind of Mr. Soames                          | Alan Cooke                    | Terence Stamp, Robert Vaughn                               | Sci-fi               |                                                             |
| The Music Lovers                                | Ken Russell                   | Richard Chamberlain, Glenda Jackson                        | Biopic               |                                                             |
| My Lover, My Son                                | John Newland                  | Romy Schneider, Donald Houston                             | Drama                |                                                             |
| Ned Kelly                                       | Tony Richardson               | Mick Jagger, Mark McManus                                  | Adventure            |                                                             |
| The Nine Ages of Nakedness                      | Harrison Marks                | Rita Webb, Sue Bond                                        | Sex comedy           |                                                             |
| One Brief Summer                                | John Mackenzie                | Clifford Evans, Felicity Gibson                            | Drama                |                                                             |
| One Day in the Life of Ivan Denisovich          | Caspar Wrede                  | Tom Courtenay, Espen Skjønberg                             | Drama                | Co-production with Norway                                   |
| Perfect Friday                                  | Peter Hall                    | Ursula Andress, Stanley Baker                              | Crime                |                                                             |
| Performance                                     | Donald Cammell, Nicolas Roeg  | Mick Jagger, James Fox                                     | Drama/crime          | Number 48 in the list of BFI Top 100 British films          |
| The Private Life of Sherlock Holmes             | Billy Wilder                  | Robert Stephens, Christopher Lee                           | Detective drama      |                                                             |
| The Railway Children                            | Lionel Jeffries               | Jenny Agutter, Gary Warren                                 | Family drama         | Number 66 in the list of BFI Top 100 British films          |
| The Rise and Rise of Michael Rimmer             | Kevin Billington              | Peter Cook, Denholm Elliott, Ronald Fraser                 | Comedy/satire        |                                                             |
| Ryan's Daughter                                 | David Lean                    | Robert Mitchum, Sarah Miles, John Mills, Christopher Jones | Drama                | Winner of two Academy Awards                                |
| Say Hello to Yesterday                          | Alvin Rakoff                  | Jean Simmons, Leonard Whiting                              | Drama                |                                                             |
| Scars of Dracula                                | Roy Ward Baker                | Christopher Lee, Patrick Troughton, Jenny Hanley           | Horror               |                                                             |
| Scream and Scream Again                         | Gordon Hessler                | Vincent Price, Christopher Lee                             | Horror thriller      |                                                             |
| Scrooge                                         | Ronald Neame                  | Albert Finney, Alec Guinness                               | Musical              |                                                             |
| Secrets of Sex                                  | Antony Balch                  | Richard Schulman, Janet Spearman                           | Sex fantasy          |                                                             |
| A Severed Head                                  | Dick Clement                  | Lee Remick, Richard Attenborough                           | Black comedy         |                                                             |
| Simon, Simon                                    | Graham Stark                  | Peter Sellers, Julia Foster                                | Comedy               | Short film                                                  |
| Some Will, Some Won't                           | Duncan Wood                   | Ronnie Corbett, Leslie Phillips                            | Comedy               |                                                             |
| Spring and Port Wine                            | Peter Hammond                 | James Mason, Diana Coupland                                | Drama                |                                                             |
| Take a Girl Like You                            | Jonathan Miller               | Hayley Mills, Oliver Reed                                  | Comedy               |                                                             |
| Tam-Lin                                         | Roddy McDowall                | Ava Gardner, Ian McShane                                   | Horror               |                                                             |
| A Taste of Excitement                           | Don Sharp                     | Eva Renzi, David Buck                                      | Crime                | [ 2 ]                                                       |
| There's a Girl in My Soup                       | Roy Boulting                  | Peter Sellers, Goldie Hawn                                 | Comedy               |                                                             |
| Three Sisters                                   | Laurence Olivier, John Sichel | Jeanne Watts, Joan Plowright                               | Drama                | Film of Chekhov play                                        |
| Too Late the Hero                               | Robert Aldrich                | Michael Caine, Cliff Robertson                             | World War II         |                                                             |
| Trog                                            | Freddie Francis               | Joan Crawford, Michael Gough                               | Sci-fi               |                                                             |
| Two a Penny                                     | James F. Collier              | Cliff Richard, Dora Bryan                                  | Drama                |                                                             |
| The Vampire Lovers                              | Roy Ward Baker                | Ingrid Pitt, Kate O'Mara, Peter Cushing                    | Horror               |                                                             |
| The Virgin and the Gypsy                        | Christopher Miles             | Joanna Shimkus, Franco Nero                                | Drama                | Screened at the 1970 Cannes Film Festival                   |
| The Walking Stick                               | Eric Till                     | David Hemmings, Samantha Eggar                             | Crime                |                                                             |
| Wuthering Heights                               | Robert Fuest                  | Anna Calder-Marshall, Timothy Dalton                       | Drama                |                                                             |
| The Yin and the Yang of Mr. Go                  | Burgess Meredith              | James Mason, Jack MacGowran                                | Thriller             |                                                             |
| You Can't Win 'Em All                           | Peter Collinson               | Tony Curtis, Charles Bronson                               | Comedy/war           |                                                             |